# Acacia cracentis
Acacia cracentis é uma espécie de leguminosa do gênero Acacia, pertencente à família Fabaceae.